# Matheus Cadorini
Matheus Alfredo Cadorini da Silva (Taubaté, 1º settembre 2002) è un calciatore brasiliano, attaccante del Real Murcia.

## Carriera
Cresciuto nel settore giovanile dell'Audax, debutta in prima squadra il 29 gennaio 2020 in occasione dell'incontro del Campionato Paulista A2 perso 2-0 contro il Portuguesa Santista.
Nel 2021 viene acquistato dall'Internacional con cui debutta in Série A il 10 ottobre contro la Chapecoense.

## Statistiche
Statistiche aggiornate al 15 agosto 2023.

### Presenze e reti nei club
| Stagione        | Squadra         | Campionato      | Campionato | Campionato | Coppe nazionali | Coppe nazionali | Coppe nazionali | Coppe continentali | Coppe continentali | Coppe continentali | Altre coppe | Altre coppe | Altre coppe | Totale | Totale | Totale |
| Stagione        | Squadra         | Comp            | Pres       | Reti       | Comp            | Pres            | Reti            | Comp               | Pres               | Reti               | Comp        | Pres        | Reti        | Pres   | Reti   |        |
| --------------- | --------------- | --------------- | ---------- | ---------- | --------------- | --------------- | --------------- | ------------------ | ------------------ | ------------------ | ----------- | ----------- | ----------- | ------ | ------ | ------ |
| 2020            | Audax           | A1/SP           | 7          | 0          |                 | -               | -               |                    | -                  | -                  |             | -           | -           | 7      | 0      |        |
| 2021            | Internacional   | PD/RS+A         | 2+8        | 0+2        | CB              | 0               | 0               | CL                 | 0                  | 0                  |             | -           | -           | 10     | 2      |        |
| 2022            | Internacional   | PD/RS+A         | 6+3        | 0          | CB              | 1               | 0               | CS                 | 1                  | 0                  |             | -           | -           | 11     | 0      |        |
| 2022            | Coritiba        | A1/PR+A         | 0+7        | 2          | CB              | 0               | 0               | CL                 | 0                  | 0                  |             | -           | -           | 7      | 2      |        |
| 2023            | Coritiba        | A1/PR+A         | 4+0        | 0          | CB              | 1               | 0               | -                  |                    |                    |             | -           | -           | 5      | 0      |        |
| 2023            | Ituano          | B               | 4          | 0          | CB              | 0               | 0               | -                  |                    |                    |             | -           | -           | 4      | 0      |        |
| Totale carriera | Totale carriera | Totale carriera | 41         | 4          |                 | 2               | 0               |                    | 1                  | 0                  |             | -           | -           | 44     | 4      |        |

## Palmarès

### Club

#### Competizioni statali
- Campionato Paranaense: 1

Coritiba: 2022